# Sasha Johnson
Sasha Johnson (1993/94) é uma ativista britânica do Black Lives Matter e política do Taking The Initiative Party (TTIP). Formada pela Oxford Brookes University, ela esteve envolvida nos protestos Rhodes Must Fall, Black Lives Matter e Kill the Bill, e recebeu ameaças de morte por causa dessas atividades. Em 23 de maio de 2021, Johnson levou um tiro na cabeça.

## Biografia
Johnson se formou com um diploma de primeira classe em assistência social pela Oxford Brookes University. Durante seu tempo em Oxford, ela foi apelidada de "Pantera Negra de Oxford". Johnson ofereceu-se como voluntária para iniciativas de insegurança alimentar. Ela trabalha em apoio à comunidade e como trabalhadora jovem.

## Ativismo
Johnson fez campanha para a Oxford Rhodes Must Fall e participou dos protestos Black Lives Matter de 2020. Em resposta a um contra-protesto de extrema direita com a intenção declarada de proteger os memoriais de guerra, Johnson disse ao The Guardian: "Somos pintados como bandidos quando os verdadeiros bandidos estão disfarçados de protetores desses memoriais. E quando estão bêbados, eles mijam nesses memoriais." Em agosto de 2020, Johnson foi um organizador da Million People March, uma manifestação anti-racista em Londres com a participação de cerca de 400 pessoas. Em março de 2021, Johnson foi co-signatária de uma declaração alegando que a polícia tinha como alvo alguns manifestantes Negros que participaram dos protestos Black Lives Matter de 2020 pelo nome, incluindo por telefonemas repetidos, para impedi-los de se envolver em protestos Kill the Bill.
No verão de 2020, Johnson esteve envolvida na fundação do Taking The Initiative Party (TTIP), atuando em seu Comitê de Liderança Executiva. A Sky News informou que o partido foi registrado na Comissão Eleitoral por volta de 2017. O partido apóia o movimento descentralizado Black Lives Matter, mas não é afiliado à organização específica Black Lives Matter. Embora o partido considerasse concorrer às eleições para o prefeito de Londres em 2021 (originalmente agendada para 2020) com o nome de "Vidas negras são importantes para o GLA", seus primeiros candidatos ao cargo foram disputados nas eleições locais de maio de 2021.
Em 23 de maio de 2021, Johnson levou um tiro na cabeça. A Polícia Metropolitana foi notificada do incidente, em Peckham, Londres, por volta das 3 da manhã. Johnson já havia recebido inúmeras ameaças de morte por seu ativismo. De acordo com um amigo, Johnson não era o alvo pretendido do tiroteio. Um porta-voz da polícia disse algumas horas depois que a investigação estava em um estágio inicial, que as ameaças feitas antes do tiroteio não eram credíveis e que ninguém havia sido preso pelo incidente. Johnson está atualmente em estado crítico.